# Harley Davidson et l'Homme aux santiags
Pour les articles homonymes, voir Harley.
Pour plus de détails, voir Fiche technique et Distribution.
Harley Davidson et l'Homme aux santiags (Harley Davidson and the Marlboro Man) est un film américain réalisé par Simon Wincer et sorti en 1991.

## Synopsis
Dans un futur proche, un homme marginal surnommé Harley Davidson quitte le Texas pour retourner à Burbank en Californie. Il y retrouve son ami Robert, dit Marlboro Man. Ils se rendent à leur bar favori, le Rock N' Roll Bar & Grill tenu par  'The Old Man' Jiles. Le vieil homme leur explique que son établissement vit des moments difficiles et que la banque Great Trust a menacé de le saisir. Le bâtiment va ensuite être démoli pour faire place à un gratte-ciel. Harley et Robert convainquent Jack Daniels, José Cuervo et Jimmy Jiles de les aider à cambrioler l'un des véhicules blindés de la banque pour ainsi récolter les fonds nécessaires au renouvellement du bail de l'immeuble. Le vol se déroule globalement sans accroc, mais les braqueurs sont interceptés par un groupe d'agents de sécurité qui manquent de déjouer leurs plans. En s'échappant, ils découvrent que le butin qu'ils ont volé dans la camionnette n'est pas de l'argent, mais une nouvelle forme de drogue expérimentale surnommée « Crystal Dream » dans les rues.
Alexander, chef de la sécurité de la banque, reçoit l'ordre de son PDG Chance Wilder de récupérer les drogues volées et de tuer les voleurs. Pendant ce temps, Robert est arrêté pour excès de vitesse par un policier à moto, son ex-amante Virginia Slim. Les deux passent la nuit ensemble, mais Robert apprend qu'elle est fiancée. Harley emmène ensuite Virginia prendre un petit-déjeuner au cours duquel elle l'informe que la Crystal Dream crée une dépendance à 100% et provoque des dommages neurologiques durables puis la mort. Robert et Harley se rendent ensuite au siège de la banque pour parler à Wilder. Ils exigent 2,5 millions de dollars en échange de la drogue avec un dollar symbolique supplémentaire demandé par Harley (soi disant pour un pari). Wilder accepte facilement l'échange. Alexander arrive avec l'argent et le transfert se déroule sans problème. Harley, Marlboro et leurs amis fêtent ensuite cela dans l'arrière-salle du bar. Marlboro se méfie de la facilité de cet échange. Soudain, Alexandre et ses hommes surgissent et ouvrent le feu. Harley et Marlboro sont les seuls survivants et s'échappent vers Las Vegas.
Reclus dans un hôtel, ils y sont quand même retrouvés par Alexander. Ils parviennent à s'échapper et découvre un appareil de tracking caché dans la pièce d'un dollar que leur avait donnée Alexander. Les deux sautent dans un train de marchandises en direction de l'est après avoir désactivé le tracker, mais Marlboro saute du train et laisse Harley continuer son chemin. Robert retourne voir Virginia qui est avec son fiancé. Harley change d'avis et rattrape Marlboro. Ils élaborent un plan pour rencontrer Alexander, réactivant le tracker. Alexander les retrace jusqu'au cimetière d'avions. Après une fusillade, ils parviennent à le tuer.
Le duo soudoie le pilote d'hélicoptère d'Alexander pour qu'il les emmène au bureau de Wilder. Sur place, ils rendent à Wilder son argent et lui demandent de modifier le bail du bar. Wilder n'est pas disposé à le faire et ordonne à ses hommes de les tuer. Le pilote, payé par Harley et Marlboro, apparaît alors en vol stationnaire dans son hélicoptère à l'extérieur. Il ouvre le feu sur le bureau avec le canon de l'hélicoptère, tuant les sbires de Wilder. Ce dernier insulte le père décédé de Marlboro — que ce dernier mentionne très souvent — qui se met alors à le tabasser. Wilder se retrouve pendu à la fenêtre de son bureau, avant de faire une chute mortelle.
Marlboro et Harley se séparent ensuite alors que le premier participe à un rodéo où il chevauche un taureau. Alors que Harley s'éloigne à moto, il récupère une belle auto-stoppeuse.

## Fiche technique
Sauf indication contraire, les informations mentionnées dans cette section peuvent être confirmées par les bases de données cinématographiques IMDb et Allociné,  présentes dans la section « Liens externes ».
- Titre français : Harley Davidson et l'Homme aux santiags
- Titre original : Harley Davidson and the Marlboro Man
- Réalisation : Simon Wincer
- Scénario : Don Michael Paul
- Musique : Basil Poledouris
- Photographie : David Eggby
- Montage : Corky Ehlers
- Production : Jere Henshaw
- Sociétés de production : Krisjair, Laredo et Metro-Goldwyn-Mayer
- Sociétés de distribution : Metro-Goldwyn-Mayer (États-Unis), United International Pictures (France)
- Pays de production :  États-Unis
- Langue originale : anglais
- Format : Couleurs - Dolby Surround - 35 mm - 1.85:1
- Genre : action, film de casse, western moderne
- Durée : 98 minutes
- Dates de sortie :
  - États-Unis : 23 août 1991
  - France : 13 novembre 1991

## Distribution
- Mickey Rourke (VF : Patrick Poivey) : Harley Davidson
- Don Johnson (VF : Edgar Givry) : Robert « Marlboro » Lee Edison
- Chelsea Field (VF : Marie Vincent) : Virginia Slim
- Daniel Baldwin (VF : Mathieu Rivolier) : Alexander
- Giancarlo Esposito (VF : Stefan Godin) : Jimmy Jiles
- Tom Sizemore (VF : Nicolas Marié) : Chance Wilder
- Big John Studd (VF : Marc Alfos) : Jack Daniels
- Julius Harris (VF : Henry Djanik) : le vieil homme (“The Old Man” Jiles en VO)
- Eloy Casados (en) : José Cuervo
- Vanessa Lynn Williams (VF : Marie-Martine Bisson) : Lulu Daniels
- Robert Ginty (VF : Yves-Marie Maurin) : Thom
- Tia Carrere (VF : Céline Monsarrat) : Kimiko
- Jordan Lund (en) (VF : Patrick Guillemin) : le convoyeur n°1
- Steve Tannen (VF : Daniel Gall) : le convoyeur n°2
- Mitzi Martin (VF : Michèle Buzynski) : Sally, la femme
- Kelly Hu (VF : Emmanuelle Pailly) : Suzie
- Branscombe Richmond (VF : Yves-Marie Maurin) : le grand biker indien
- Sven-Ole Thorsen : David
- Stan Ivar (VF : Jean-Luc Kayser) : Jake McAllister

## Production
Bruce Willis a un temps été envisagé pour jouer Harley Davidson et devait retrouver son ami Don Johnson.
Le tournage a lieu en Arizona (Tucson, Phoenix, Davis-Monthan Air Force Base), à Las Vegas, à Los Angeles.

## Bande originale
Sauf indication contraire, les informations mentionnées dans cette section peuvent être confirmées par le générique de fin de l'œuvre audiovisuelle présentée ici, ainsi que par la base de données cinématographiques IMDb,  présente dans la section « Liens externes ».
- Wanted Dead or Alive par Bon Jovi de 1987, durée : 5 min 8 s.
- The Bigger They Come par Peter Frampton et Steve Marriott, durée : 4 min 26 s.
- Let's Work Together par The Kentucky Headhunters, durée : 2 min 14 s.
- Long Way from Home par CopperHead, durée : 7 min 15 s.
- Stop the World par The Screaming Jets (en).
- What Will I Tell My Heart? par Vanessa Williams, durée : 4 min 15 s.
- The Better Part of Me par Vanessa Williams.
- Work to Do par Vanessa Williams.
- C'mon par The Screaming Jets (en), durée : 2 min 48 s.
- Wild Obsession par L.A. Guns, durée : 4 min 14 s.
- Hardline par Waylon Jennings, durée : 4 min 9 s.
- Ride with Me par Blackeyed Susan, durée : 5 min 10 s.

Musiques non mentionnées dans le générique
- Tower of Love par Roadhouse (en), durée : 3 min 56 s.
- I Mess Around par  Shooting Gallery (en), durée : 4 min 19 s.

## Accueil

### Accueil critique
Sur l'agrégateur américain Rotten Tomatoes, le film récolte 22 % d'opinions favorables pour 18 critiques.

## Commentaire
La plupart des personnages principaux portent des noms de marques : Harley Davidson, Marlboro, José Cuervo, Jack Daniels, Virginia Slim(s).